# 522 km
522 km (ros. 522 км, krl. 522 km) – przystanek kolejowy w miejscowości Kiappiesielga, w rejonie kondopożskim, w Karelii, w Rosji. Położony jest na linii Wołchow - Murmańsk.